# 洛曼妥珠单抗
洛曼妥珠单抗（INN：rosmantuzumab；开发代号：OMP-131R10）是一种靶向RSPO3的人源化单克隆抗体，设计用于治疗癌症。
该药物由OncoMed制药开发。